# Matías Fernández
Matías Ariel Fernández Fernández (* 15. Mai 1986 in Buenos Aires) ist ein ehemaliger chilenischer Fußballspieler auf der Position des Mittelfeldspielers. Er absolvierte 71 Länderspiele für Chile, in denen er 14 Tore erzielte und die Copa América 2015 gewann.

## Karriere

### Verein
Seine Karriere begann Matías Fernández mit 12 Jahren in der Jugendmannschaft von Colo Colo de Santiago. Dort durchlief er in den folgenden Jahren die Jugendmannschaften, ehe er in den Profikader des Klubs aufrückte. Sein erstes Meisterschaftsspiel bestritt Fernández am 1. August 2004 gegen CF Universidad de Chile. Bereits eine Woche darauf schoss er sein erstes Tor für Colo-Colo. Insgesamt erzielte er acht Treffer in der Clausura 2004 und wurde als bester junger Spieler der Saison ausgezeichnet.
2006 gewann er mit Colo-Colo seinen ersten Titel, die Apertura, und anschließend die Clausura. In der Copa Sudamericana erzielte Matigol, wie er auch genannt wurde, neun Tore in sechs Spielen und konnte mit Colo-Colo das Finale erreichen, welches sie aber gegen den mexikanischen Vertreter CF Pachuca verloren. Aufgrund dieser Leistungen wurde er 2006 zu Südamerikas Fußballer des Jahres gewählt. Im Winter 2006/07 wechselte Fernández nach Spanien zum FC Villarreal, der vom ebenfalls chilenischen Trainer Manuel Pellegrini geleitet wurde. Noch vor Spielern wie dem argentinischen Youngstar Fernando Gago wurde Fernández zu „Amerikas Fußballer des Jahres“ 2006 gewählt. Am 7. Januar 2007 gab er sein Debüt im Dress von Villarreal gegen den Ligarivalen FC Valencia. Obwohl er die Leistungen aus seiner Zeit in Chile nie ganz erreichen konnte, war Fernández Stammspieler.
2007/08 führte er die Mannschaft zum besten Ligaergebnis der Vereinsgeschichte, als das Team Vizemeister wurde. Nachdem der offensive Chilene zur neuen Spielzeit von Neu-Trainer Ernesto Valverde immer weniger beachtet wurde, entschied er sich zu einem Wechsel. Zur Saison 2009/10 schloss sich Fernández dem portugiesischen Klub Sporting Lissabon an. Dort erhielt er einen Vierjahresvertrag. Auf Anhieb schaffte er den Sprung in die Startelf der auch Leões genannten Mannschaft.
2012 wechselte Fernández zur AC Florenz nach Italien. Vier Spielzeiten gehörte er dem Stammpersonal der Fiorentina an, bevor er im Sommer 2016 leihweise zum AC Mailand wechselte. Nach seiner Rückkehr nach Florenz wechselte er im Sommer 2017 zum mexikanischen Verein Club Necaxa.
Für das Jahr 2019 wurde er an den kolumbianischen Erstligisten Atlético Junior verliehen. Nach seiner Rückkehr wurde er direkt ablösefrei an seinen Jugendverein Colo Colo verkauft. Im März 2021 ging er zu Deportes La Serena. Nach Ablauf des Vertrages verkündete Fernández sein Karriereende.

### Nationalmannschaft
Fernández repräsentierte Chile in verschiedenen Jugendnationalmannschaften. So war er auch chilenischer Mannschaftskapitän bei der Junioren-Weltmeisterschaft 2005 in den Niederlanden. Zusammen mit Spielern wie Nicolás Canales, Carlos Villanueva und José Pedro Fuenzalida, die später ebenfalls A-Nationalspieler wurden, bildete er das Gerüst des Junioren-Teams.
In Chiles letztem Spiel der Qualifikation zur Weltmeisterschaft 2006 gegen Peru am 17. August 2005 wurde Fernández für Luis Jiménez eingewechselt und debütierte in der A-Nationalmannschaft seines Heimatlandes. Im Jahr darauf wurde er vom damaligen Nationaltrainer Nelson Acosta in den Kader für die Copa América 2007 berufen. In der Folgezeit lief er regelmäßig als Stammspieler auf und qualifizierte sich mit dem Team für die WM 2010 in Südafrika, für die er im Mai 2010 in den Kader der Chilenen berufen wurde.

## Erfolge

### Colo-Colo
- Chilenischer Meister: 2006-A, 2006-C

### AC Mailand
- Italienischer Supercup: 2016

### Club Necaxa
- Mexikanischer Pokalsieger: 2019

### Atlético Junior
- Kolumbianischer Meister: 2019

### Nationalmannschaft
- Copa América: 2015

### Individuell
- Südamerikas Fußballer des Jahres 2006
- Chiles Fußballer des Jahres 2006

## Familie
Matías Fernández wurde in Caballito, einem Stadtteil von Buenos Aires, als Sohn einer argentinischen Mutter und eines chilenischen Vaters geboren. Er hat zwei Brüder, Ezequiel und Nazareno. Als Matías vier Jahre alt war, zog die Familie nach La Calera.